# アドニス・ガルシア
アドニス・ガルシア・アリエータ（Adonis García Arrieta, 1985年4月12日 - ）は、キューバ共和国シエゴ・デ・アビラ州出身の元プロ野球選手（二塁手、三塁手、外野手）。右投右打。
弟のアドリス・ガルシアもプロ野球選手。

## 経歴

### キューバ時代
キューバの国内リーグであるセリエ・ナシオナル・デ・ベイスボルに出場当初は傑出した成績ではなかったが、2005-2006シーズンのみ隣州チームのナランハス・デ・ビジャ・クララに移籍。元のティグレス・デ・シエゴ・デ・アビラ所属に戻った翌2006-2007シーズンから頭角を表し、リーグ屈指の内野手に成長した。
国際大会では、2009年7月のロッテルダムで開催されたワールドポート・トーナメントにB代表の一員として参加し、三塁手としてベストナインに輝いた。
2011年1月、ベネズエラへ亡命した。2011年から2012年にかけての冬の時期はベネズエラのウィンターリーグ"リーガ・ベネソラーナ・デ・ベイスボル・プロフェシオナル"のこのシーズンの優勝チーム、ナベガンテス・デル・マガリャーネスでプレー。カリビアンシリーズでも93打数で打率.376と活躍し、オールスターチームの中堅手に選出された。
2011年8月に居住権を確立する際に虚偽の身分証明書を提出したとして、メジャーリーグベースボール(MLB)から6ヶ月間の署名資格剥奪処分を受けた。

### プロ入りとヤンキース傘下時代
2012年5月2日にニューヨーク・ヤンキースと1年40万ドルのマイナー契約を結んだ。A+級タンパ・ヤンキースで20試合に出場し、打率.236・1本塁打・15打点だった。8月にAA級トレントン・サンダーへ昇格。同球団では28試合に出場し、打率.288・4本塁打・14打点・2盗塁だった。
2013年はルーキー級ガルフ・コーストリーグ・ヤンキース（ヤンキース1・ヤンキース2）でプレー後、7月にAAA級スクラントン・ウィルクスバリ・レイルライダースへ昇格。AAA級スクラントン・ウィルクスバリでは50試合に出場し、打率.256・3本塁打・10打点・4盗塁だった。
2014年もAAA級スクラントン・ウィルクスバリでプレーし、86試合に出場して打率.319・9本塁打・45打点・11盗塁だった。
2015年4月1日にFAとなった。

### ブレーブス時代
2015年4月9日にアトランタ・ブレーブスとマイナー契約を結び、傘下のAAA級グウィネット・ブレーブスに配属された。5月18日にメジャー初昇格を果たし、翌19日のタンパベイ・レイズ戦でメジャーデビュー。以後、三塁手のレギュラー格の1人として起用され、58試合の出場ながら10本塁打を放った。一方で、選んだ四球が僅かに5つで出塁率は.300に届かず、選球眼に課題を残した。守備は粗く、42試合で守りに就いて10失策 (守備率.896) ・DRS -3という内容だった。
2016年は同じキューバ出身のエクトル・オリベラが左翼手へコンバートされ、正三塁手となった。同年は134試合に出場して規定打席にも到達し、打率.273・14本塁打・65打点・3盗塁・OPS0.717を記録した。2年連続2ケタ本塁打をクリアしたが、出場試合数からすれば生産ペースが低下した。サードの守備はイマイチで、123試合で全ポジションでもワースト4位タイの18失策を犯し、守備率.939・DRS -7・UZR -1.8という内容だった。また、4試合で守ったレフトではDRS -2・UZR -0.5だった。
2018年1月10日に自由契約となった。

### LGツインズ時代
2018年1月13日にKBOリーグのLGツインズと契約した。
同年は故障が相次ぎLGで50試合の出場にとどまった。同年限りで退団した。

### メキシカンリーグ時代
2019年はメキシカンリーグのメキシコシティ・レッドデビルズと契約した。5月8日にFAとなる。7月2日にティフアナ・ブルズと契約した。7月29日にトレードでドゥランゴ・ジェネラルズに移籍。

## 詳細情報

### 年度別打撃成績
| 年 度     | 球 団    | 試 合 | 打 席 | 打 数 | 得 点 | 安 打 | 二 塁 打 | 三 塁 打 | 本 塁 打 | 塁 打 | 打 点 | 盗 塁 | 盗 塁 死 | 犠 打 | 犠 飛 | 四 球 | 敬 遠 | 死 球 | 三 振 | 併 殺 打 | 打 率 | 出 塁 率 | 長 打 率 | O P S |
| --------- | -------- | ----- | ----- | ----- | ----- | ----- | -------- | -------- | -------- | ----- | ----- | ----- | -------- | ----- | ----- | ----- | ----- | ----- | ----- | -------- | ----- | -------- | -------- | ----- |
| 2003-2004 | CAV      | 52    | 88    | 81    | 17    | 23    | 3        | 0        | 0        | 26    | 7     | 0     | 1        | 2     | 0     | 5     | 0     | 0     | 7     | 1        | .284  | .326     | .321     | .647  |
| 2004-2005 | CAV      | 56    | 169   | 152   | 28    | 37    | 6        | 0        | 1        | 46    | 22    | 4     | 1        | 2     | 0     | 10    | 1     | 5     | 23    | 4        | .243  | .311     | .303     | .614  |
| 2005-2006 | VCL      | 57    | 149   | 127   | 23    | 32    | 4        | 1        | 1        | 41    | 13    | 3     | 3        | 3     | 0     | 12    | 0     | 7     | 15    | 5        | .252  | .349     | .323     | .672  |
| 2006-2007 | CAV      | 62    | 214   | 200   | 28    | 57    | 8        | 4        | 5        | 88    | 24    | 6     | 4        | 5     | 2     | 3     | 1     | 4     | 21    | 9        | .285  | .306     | .440     | .746  |
| 2007-2008 | CAV      | 81    | 329   | 282   | 52    | 100   | 15       | 2        | 18       | 173   | 61    | 12    | 8        | 5     | 4     | 28    | 6     | 10    | 43    | 12       | .355  | .426     | .613     | 1.039 |
| 2008-2009 | CAV      | 77    | 364   | 322   | 79    | 107   | 20       | 0        | 16       | 175   | 71    | 13    | 6        | 1     | 4     | 27    | 3     | 10    | 49    | 9        | .332  | .397     | .543     | .940  |
| 2009-2010 | CAV      | 84    | 344   | 308   | 55    | 103   | 18       | 4        | 21       | 192   | 67    | 17    | 8        | 0     | 2     | 28    | 6     | 6     | 43    | 7        | .334  | .398     | .623     | 1.022 |
| 2015      | ATL      | 58    | 198   | 191   | 20    | 53    | 12       | 0        | 10       | 95    | 26    | 0     | 0        | 0     | 2     | 5     | 0     | 0     | 35    | 9        | .277  | .293     | .497     | .790  |
| 2016      | ATL      | 134   | 563   | 532   | 65    | 145   | 29       | 0        | 14       | 216   | 65    | 3     | 2        | 0     | 0     | 24    | 4     | 6     | 93    | 18       | .273  | .311     | .406     | .717  |
| 2017      | ATL      | 52    | 183   | 173   | 19    | 41    | 4        | 0        | 5        | 60    | 19    | 4     | 0        | 0     | 1     | 7     | 0     | 2     | 23    | 9        | .237  | .273     | .347     | .620  |
| CNS：7年  | CNS：7年 | 469   | 1657  | 1472  | 282   | 459   | 74       | 11       | 62       | 741   | 265   | 55    | 31       | 18    | 12    | 113   | 17    | 42    | 201   | 47       | .312  | .375     | .503     | .878  |
| MLB：3年  | MLB：3年 | 244   | 944   | 896   | 104   | 239   | 45       | 0        | 29       | 371   | 110   | 7     | 2        | 0     | 3     | 36    | 4     | 8     | 151   | 36       | .267  | .300     | .414     | .714  |

- キューバで通常用いられる個人通算成績は、プレーオフや選抜リーグなども合算するため、この表の合計とは一致しない

### 背番号
- 14（2015年 - 同年途中）
- 24（2015年途中 - 同年終了）
- 13（2016年 - 2017年）
- 3（2018年）
- 43（2019年 - ）

### 代表歴
- 2009 ワールド・ポート・トーナメント キューバ代表